# Mehmet Derralla
Mehmet Hasan Pascha Derralla (också känd som Kallkandeleni), född 1843 i Tetovo i Osmanska riket, död 1918 i Podgorica i Kungariket Jugoslavien, var en albansk general i den osmanska armén och senare politiker i Albanien. Han var Albaniens krigsminister från 1912 till 1914 och en av undertecknarna av den albanska självständighetsförklaringen 1912.

## Biografi
Derralla föddes i byn Gradec nära Tetovo i dåvarande Osmanska riket (i dag Nordmakedonien). Han studerade i Skopje och Bitola och senare vid den osmanska militärskolan i Istanbul. Han blev senare general i den osmanska armén och fick titeln pascha. 

### De albanska revolterna
1878 lämnade han sin post som general i den osmanska armén och gick med Prizrenförbundet. Förbundet ville skapa ett albanskt självstyre inom osmanska riket genom att ena de albansk bebodda vilajeterna Shkodra, Janina, Kosovo och Manastir, för att kunna stå emot annekteringen av de albanska områden av grannländerna. Han var rådgivare till försvarsminister Sulejman Vokshi från 1878 tills 1881, när osmanerna slog ner förbundet. 1899 gick han med Pejaförbundet som grundades av Haxhi Zeka, även han en före detta medlem i Prizrenförbundet. Förbundet slogs ner 1900 och samma år fängslades han och skickades i exil till Irak. Han återvände dock till Balkan 1908 efter att ha fått amnesti från ungturkarna. 
Han spelade en stor roll under de albanska revolterna 1910 och 1912 mot osmanerna, serberna och montenegrinerna. Speciellt i slagen vid floderna Vita Drin och Svarta Drin i norra Albanien, där han lyckades trycka tillbaka de serbiska styrkorna.

### Albanska självständighetsförklaringen

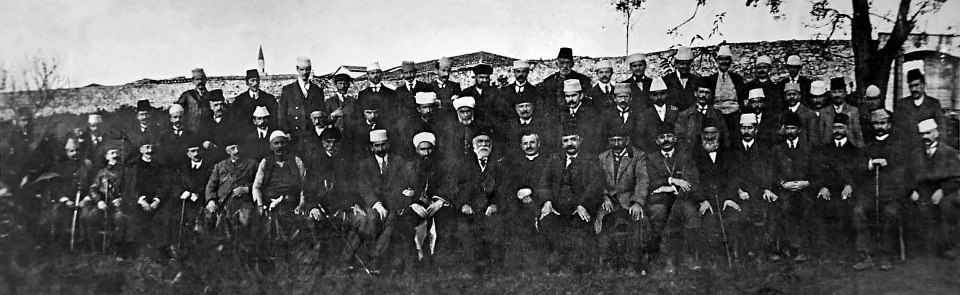
Vloras församling som utropade Albaniens självständighet 1912.

Derralla var en av de åttio tre delegater som skrev under den albanska självständighetsförklaringen den 28 november 1912. Han fick positionen som försvarsminister i den provisoriska regeringen efter att Isa Boletini föreslagit honom som den mest lämplige.

### Död

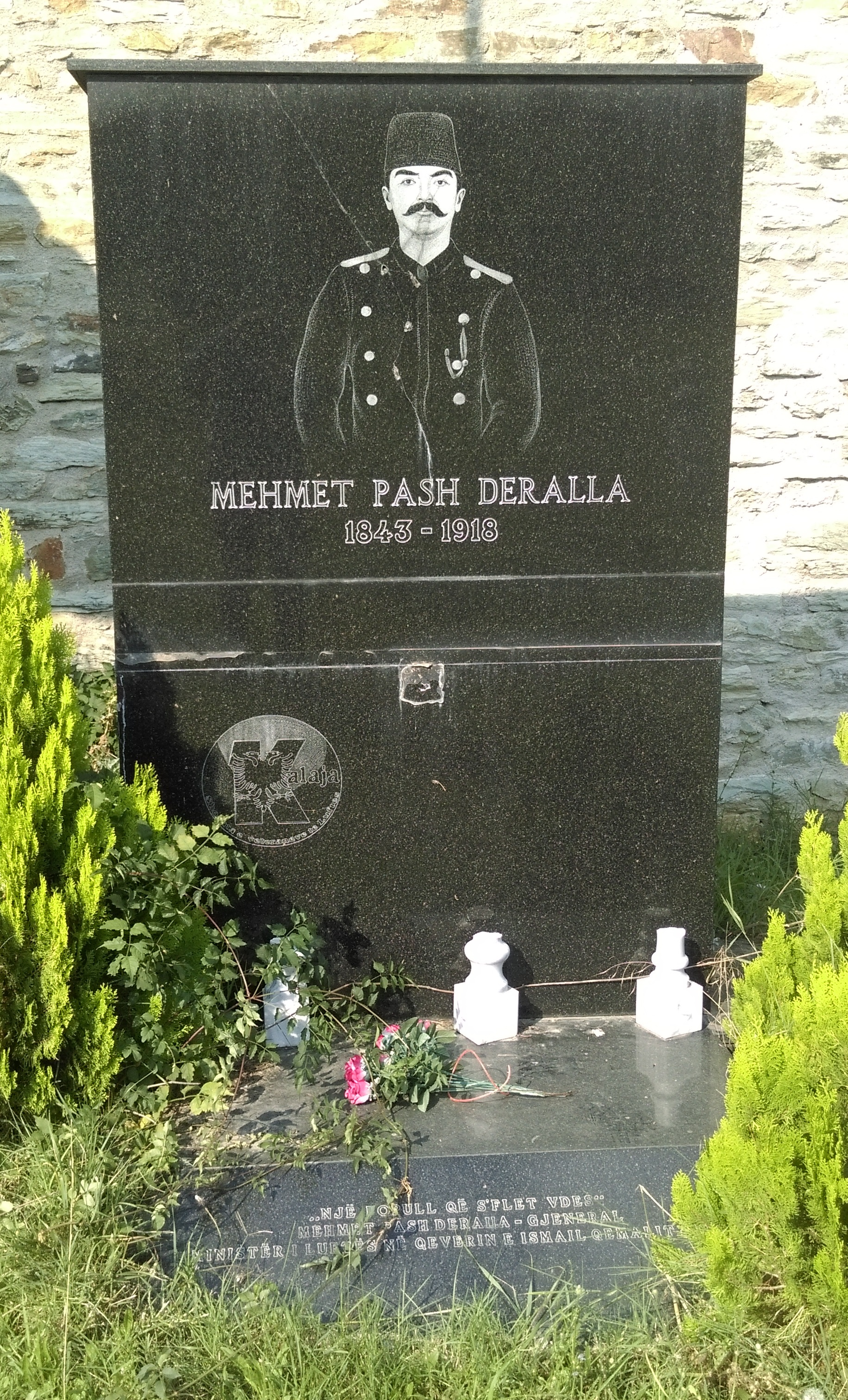
Monument på Mehmet Pascha Derralla i Arabati tekke i Tetovo.

1916 fångades han av de serbiska styrkorna och fängslades först i Belgrad i ett och ett halvt år och sedan i Podgorica, där han blev förgiftad.